# Kalleguta
Kalleguta is een klein dorp op het eiland Öland. Het ligt in het binnenland van het eiland, aan een verbindingsweg vanuit Köpingsvik naar Mörby (Öland). Het behoort bij de gemeente Borgholm.
Åkerby-Lopperstad · Alböke · Äleklinta · Arbelunda · Askelunda · Åstad · Binnerbäck · Björkviken · Bläsinge · Borgehage · Borgholm · Bredsättra · Byrum · Byxelkrok · Bägby · Böda · Dalby · Djupvik · Djurstad · Dödevi · Egby · Enerum · Fagerum · Furuhäll-Blårör-Solbergamarken · Föra · Gillberga · Grankulla · Grankullavik · Greby · Greda · Gunnarslund · Gärdslösa · Hagby · Hagelstad · Hallnäs · Halltorp · Horn · Hässelby · Högenäs · Högsrum · Hörlösa · Ingelstad · Istad · Kalleguta · Kolstad · Kvarnstad · Källa · Källingemöre · Kårehamn · Köpingsvik · Lerkaka · Lilla Horn · Lindby · Lofta · Långlöt · Långöre · Löt · Löttorp · Marsjö · Mellböda och del av Böda · Melösa · Mörby · Nabbelund · Öjkroken · Ölands Bäck · Persnäs · Ramsättra · Runsten-Bjärby · Rälla · Rälla tall · Räpplinge · Sandby · Sandvik · Spjutterum · Stacketorp · Stenninge · Stora Rör · Störlinge · Sättra · Södvik · Sörby · Tjusby · Uggletorp · Vannborga · Vedborm · Vedby · Vedby